# Kemi
Kemi (északi számi nyelven: Giepma) egy saját önkormányzattal rendelkező város Finnországban, a Lappföldön, Tornio közelében, a Botteni-öbölben helyezkedik el. 1869-ben alapították királyi rendeletre, egy mélytengeri kikötőhöz való közelsége miatt. 

A népessége kb. 23 424,  népsűrűség 256,2 fő/km². A területe összesen 91,96 km², ebből 1,25 km² a vízen. 
Egy műszaki egyetem is található a városban.
Kemi híres arról, hogy itt található a legnagyobb hópalota (újraépítve minden évben más formában). Ez a hóvár általában Kemi belső kikötőjében van.

## Látványosságok
- Kemi temploma
- Kemi hóvára - a világon a legnagyobb
- Drágakőkiállítás
- Sampo jégtörő
- A Hatalmas Venla

## Érdekességek
- Kemi a power metalt játszó Sonata Arctica együttes szülőhazája.
- A Kemi egy kedvelt afrikai név.

## Vasút
Kemi vasútállomása egy közepes állomás a Lappföld és Helsinki közötti vasútvonalon. A VR működteti. A Kolari-Rovaniemi vasúti elágazás északra van Kemitől.

## Testvérvárosok
- Székesfehérvár, Magyarország
- Luulaja, Svédország
- Tromsø, Norvégia
- Wismar, Németország
- Ringkøbing, Dánia
- Volgograd, Oroszország
- Nacala, Mozambik
- Liptovsky Mikulas, Szlovákia
- Newtownards, Észak-Írország